# Assedio di Middelburg (1572-1574)
L'assedio di Middelburg (1572-1574) fu un assedio che perdurò per due anni tra il 1572 ed il 1574 durante la guerra degli ottant'anni e la guerra anglo-spagnola (1585-1604). Un esercito di ribelli olandesi supportato da truppe inglesi pose assedio alla città di Middelburg tenuta dalle forze spagnole al comando di Cristóbal de Mondragón. Gli spagnoli capitolarono quando seppero che i rifornimenti loro destinati erano stati sconfitti a Rimmerswiel.

## Antefatto

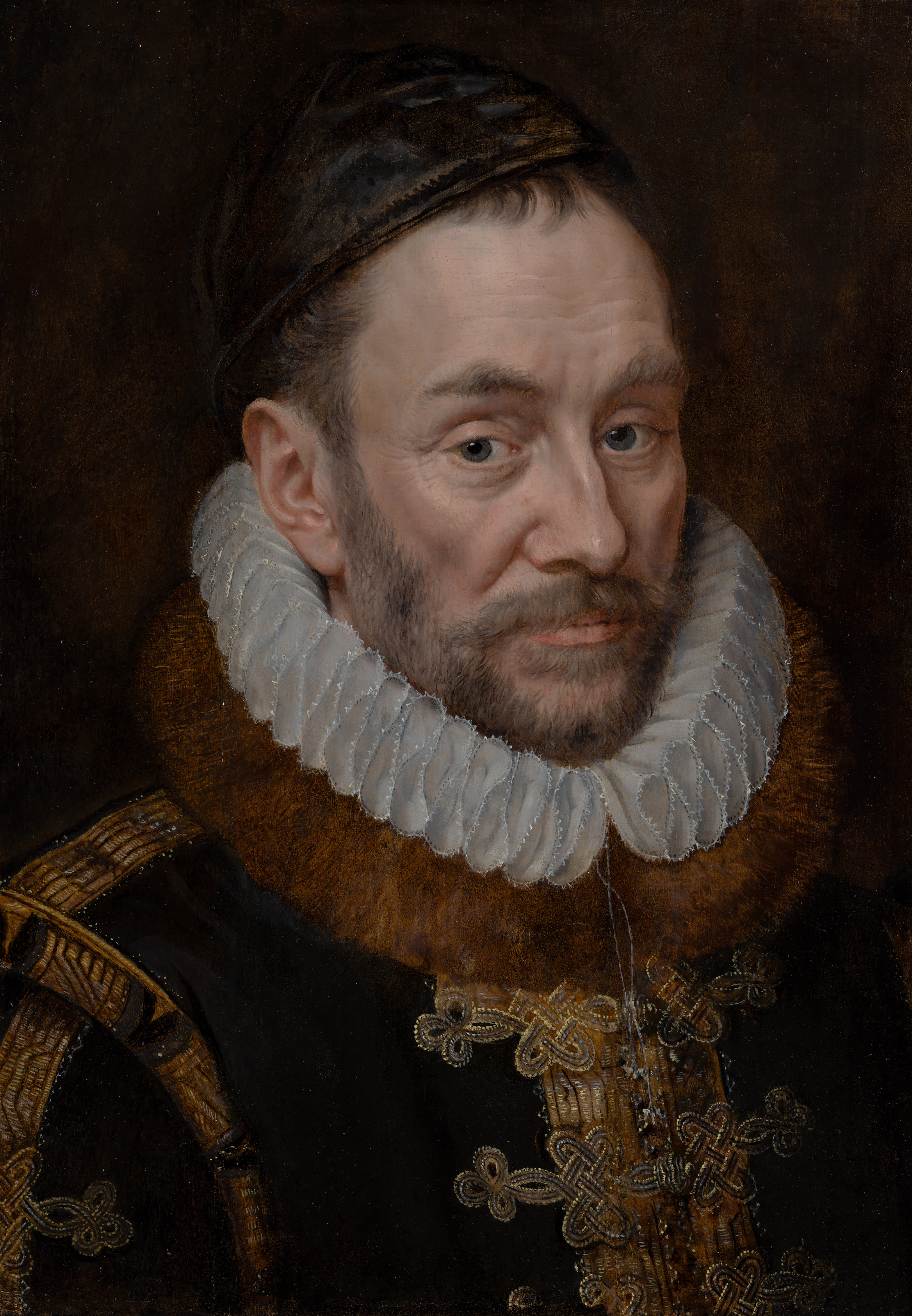
Lo Stadtholder Guglielmo I d'Orange

Dal 1566, la famiglia del re di Spagna aveva ereditato le Diciassette Province dei Paesi Bassi. Nel 1568, Guglielmo I d'Orange, stadtholder d'Olanda, Zelanda e Utrecht, e altri nobili insoddisfatti del governo spagnolo dei Paesi Bassi, presero posizione. Scoppiarono una serie di rivolte contro le autorità spagnole, in gran parte dovute alle imposizioni religiose ed economiche alla popolazione olandese e al duro governo voluto dal duca d'Alba, governatore generale dei Paesi Bassi. I ribelli olandesi speravano di sfruttare quest'occasione per scacciare gli spagnoli e si diede così il via alla guerra degli ottant'anni.
Nell'aprile del 1572, i ribelli olandesi catturarono la città di Brielle, fatto che causò sensazioni e una serie di reazioni a catena. Dopo la presa di Brielle, ben presto cadde nelle mani dei ribelli anche la città di Flushing. Altre città della provincia della Zelanda ben presto si unirono alla loro causa e alla metà del 1572 solo Arnemuiden e Middelburg, sull'isola di Walcheren, e Goes, sull'isola di Zuid-Beveland, erano rimaste sotto il controllo degli spagnoli e si trovavano comunque assediate dalle forze olandesi al comando dello stadtholder Guglielmo I d'Orange, sostenuto da truppe inviate dalla regina Elisabetta I d'Inghilterra.
I ribelli razziarono diverse proprietà e posero a ferro e fuoco le chiese dei cattolici in molti villaggi quando l'isola cadde nelle loro mani, ed anche città come Arnemuiden e Veere vennero colpite.
Durante l'insurrezione, Middelburg continuò a mantenere una forte guarnigione spagnola ed alla fine di aprile del 1572 vi fu un tentativo di assalto da parte di 1100 soldati olandesi guidati da Jerome Tseraerts. Per la mancanza di risorse e di supporto vennero respinti dopo un giorno di combattimenti perdendo diversi uomini. A giugno vi fu un ulteriore tentativo di conquista della città, ma con solo un centinaio di ribelli olandesi. Guidata da Bernard Nicholas, l'azione non ebbe successo e gli spagnoli furono persino in grado di ottenere dei rifornimenti dall'esterno verso la città. Il 4 novembre circa 1500 tra olandesi e inglesi al comando di Jerome Tseraerts e Bartholt Entens van Mentheda, appena tornato dal fallito assedio di Goes, giunsero sull'isola di Walcheren e stesero i piani per assediare Middelburg.

## L'assedio
Le vie d'acqua attorno alla città vennero ben presto bloccate, il che interruppe i rifornimenti per gli abitanti di Middelburg. I ribelli includevano un reggimento inglese comandato da Thomas Morgan, alcuni scozzesi e un certo numero di reclute non professioniste provenienti dall'Inghilterra.
A Tseraerts venne promesso il ruolo di vice governatore dell'isola di Walcheren se l'impresa dei ribelli avesse avuto successo. I ribelli si posero quindi nei pressi del castello di Westhoven, collocato ad est della città, e Tseraerts guidò l'assalto che lo catturò, dedicandosi poi con le sue truppe all'assalto ed al saccheggio della locale abbazia. Il governatore di Walcheren, Antonio di Borgogna, scrisse ripetutamente al duca d'Alba, governatore dei Paesi Bassi per conto di Filippo II di Spagna, facendogli rapporto sulla situazione della città che stava divenendo sempre più problematica durante l'assedio. Il duca d'Alba ordinò quindi a Cristóbal de Mondragón di portarsi a Middelburg e di toglierla dall'assedio degli anglo-olandesi e riaprire così le linee di rifornimento. Mondragón nel frattempo prese l'amministrazione della città al posto di Antonio di Borgogna.
All'inizio di dicembre, quando il generale Sancho Dávila y Daza giunse ad Anversa, il duca d'Alba gli ordinò di inviare dei rinforzi via mare verso la città. Assemblò una flotta a Breskens e sperò di riprendere l'area ai ribelli. Dávila inviò anche delle compagnie via terra verso Middelburg con l'intento di rifornire e supportare la città. Mentre era sulla strada per Flushing venne intercettato e sconfitto sul posto da Lieven Keersmaker perdendo cinque navi.

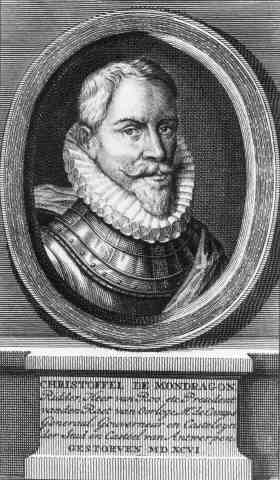
Il comandante spagnolo Cristóbal de Mondragón

### 1573
All'inizio del 1573 gli olandesi cercarono di conquistare il castello di Popkensburg, appena fuori dal fronte nord delle mura di Middelburg. Nel frattempo, all'interno delle mura il cibo era ormai agli sgoccioli e l'inverno si faceva sempre più duro. Pur davanti alle sofferenze della popolazione, gli spagnoli fecero ben poco per fermare il dilagare della fame. La popolazione della città iniziò a morire per malesseri, malnutrizione e malattie e quanti erano malati vennero gradualmente cacciati per risparmiare le scorte.
Il 5 agosto il vicino forte di Rammekens venne assaltato e catturato dagli anglo-olandesi guidati da Jacobus Schotte e gradualmente i punti di forza della città vennero conquistati a uno a uno. Attorno al periodo di Natale le scorte erano così ridotte che 1000-1500 tra abitanti e soldati morirono di fame durante il periodo dell'assedio.

### 1574
La situazione appariva disperata nel gennaio del 1574 con Middelburg ancora assediata, ed il duca d'Alba venne richiamato dal re di Spagna e venne rimpiazzato da Don Luis de Requesens. De Requesens ordinò assistenza per la città di Middelburg ed assemblò per questo scopo una flota di settanta navi al comando di Julián Romero presso Bergen op Zoom oltre a quelle provenienti da Anversa dove Sancho Dávila y Daza con un centinaio di navi era pronto a partire. L'operazione ad ogni modo fu un fiasco; ancor prima di giungere alla città di Middelburg i convogli vennero assaltati dai ribelli. Nessuna delle navi riuscì a raggiungere Middelburg e questo rappresentò un grave colpo per gli spagnoli.
All'inizio di febbraio, la città era da dodici giorni completamente senza cibo; Mondragón inviò diversi messaggi a  Requesens, ma non ricevette mai risposta dal momento che tutte le sue lettere erano state regolarmente intercettate dal nemico. Il 4 febbraio Mondragón ricevette un messaggio personale di Guglielmo d'Orange con la proposta di resa entro quattro giorni. Nel frattempo la città venne circondata dai soldati inglesi, olandesi e scozzesi.

### La capitolazione
Mondragón si rifiutò di arrendersi e come risposta incendiò alcune case ed inviò dei messaggeri a Guglielmo per fargli sapere che gli incendi sarebbero proseguiti a danno della popolazione locale se egli avesse continuato a combattere. Guglielmo d'Orange giunse ad un compromesso e propose un negoziato al forte di Rammekens; un'onorabile capitolazione ed una ritirata con armi e bandiere reggimentali al completo per gli spagnoli in cambio della consegna della città nelle mani dei ribelli olandesi. Mondragón sapeva a questo punto di poter fare ben poco, col fatto inoltre che la popolazione locale era venuta a conoscenza dei massacri compiuti dal duca d'Alba sugli abitanti di Haarlem, Naarden e Zutphen; per questo accettò le condizioni di Guglielmo d'Orange ed abbandonò la città il 23 febbraio, portandosi appresso anche il clero cattolico della città che non era gradito ai nuovi padroni di fede protestante.

## Conseguenze
Con la resa di Middelburg, l'intera isola di Walcheren, che controllava la foce del fiume Scheldt, venne infine persa a favore degli olandesi. La città di Leida, che era stata devastata dagli spagnoli sin dal novembre del 1573, aveva ancora bisogno di aiuto. Mondragón dovette ammettere la sconfitta e successivamente sciogliere parte del suo esercito che si era ammutinato presso Beveland. L'anno successivo prese Duiveland e quindi prese Zierikzee. Dopo la conclusione dell'assedio Jacobus Schotte venne ricompensato da Guglielmo d'Orange con la nomina a sindaco di Middelburg.
George Gascoigne, soldato e poeta inglese che prese parte all'assedio, ricevette da Guglielmo una paga supplementare di 300 gulden per la brillante parte avuta nella resa degli spagnoli.

Osservando la capitolazione della città, Gascoigne scrisse una poesia in inglese:
| ‘And when Mountdragon might no more endure He came to talk and rendred all at last, With whom I was within the Citie sure, Before he went, and on his promisse past, So trust I had to thinke his fayth was fast I dinde, and supt, and laye within the towne A daye before he was from thence ybowne.’ |